# Руиг, Филипп
Филипп Руиг (31 марта 1676 — 4 июня 1749) — немецко-литовский лютеранский священник из Восточной Пруссии. Наиболее известен как философ

 и филолог. Учился в 1692-95 годах в Кёнигсбергском университете. Был ранним специалистом по литовскому языку и внёс вклад в его изучение.
В 1727 перевёл на литовский язык Новый Завет, а восемь лет спустя — всю Библию.

## Работы
- 1745: «Betrachtung der Littauischen Sprache, in ihrem Ursprunge, Wesen und Eigenschaften»
- 1747: «Littauisch-Deutschen und Deutsch-Littauischen Lexicon»